# کوندور سایانی
کوندور سایانی (به اسپانیایی: Cóndor Sallani) یک کوه در پرو است. کوندور سایانی ۵٬۱۰۲ متر بالاتر از سطح دریا واقع شده‌است.